# Kuné Gyula
Kuné Gyula (angolul: Julian Kune) (Belényes, Bihar vármegye, 1831 − Chicago, Illinois, 1914) magyar honvéd és amerikai szabadságharcos az északiak oldalán, politikus, újságíró, emlékíró.

## Életpályája
Kuné Gyula már 17 éves korában magyar honvéd lett, megismerte a honvédek nehéz sorsát, akiknek mindig a szabad ég alatt kellett tölteniök még az éjszakát is. A Bánátban szolgált nemzetőrként, majd Bem József hadseregében teljesített szolgálatot, Ihász Dániel ezredes vezetése alatt az 55. zászlóalj őrmestere lett. Részt vett a piski és a vöröstoronyi csatákban. A világosi fegyverletétel után Bem József kíséretében került Vidinbe, itt több más emigránssal együtt kényszerből áttért az iszlám hitre, így volt lehetőség arra, hogy a törökök ne adhassák ki őket az osztrákoknak vagy az oroszoknak.
Vidinből Kossuth Lajos és kísérete Kutaihába, Bem és kísérete a szíriai Aleppóba ment. Aleppóban harcoltak a lázadó arab törzsek ellen. Itt érte 1850 végén Bem Józsefet a halál. Kuné ekkor még csak húszéves volt. Csatlakozott Emin pasához, a szíriai kormányzóhoz, az ő szolgálatában ment el Damaszkuszba. Itt több emigráns magyarral találkozott, mindenki idegennek érezte magát ebben a világban. Néhány hónapot Damaszkuszban töltött, végre hírt kapott Aleppóból, megírták neki, hogy Kossuth Lajost elengedik a török internálásból. Kuné Aleppóba sietett, ott már csak Kmety György tábornokot és Thoult István kapitányt, s ez utóbbinak feleségét találta. Amerikai utat terveztek, Kmety erre nem vállalkozott. Kuné a Thoult házaspárral tartott, Tripoliba mentek, innen Bejrútba. Bejrútból a Thoult házaspár Amerikába indult. Kuné átment Alexandriába, onnan egy kis angol teherhajón megérkezett az angliai Bristolba, innen Londonba vezetett az útja, majd áthajózott Amerikába. 1852. május 1-jén érkezett New Yorkba, Kossuth Lajos amerikai körútja ekkor már a vége felé járt.
Kossuth Lajos két alkalommal is adott igazolást Kuné Gyulának, az elsőt még 1851. március 1-jén írta a török Kutahiában, a másodikat 1852. június 26-án New Yorkban. Kuné kereste a helyét Amerikában, Hartford (Connecticut) és Springfield (Massachusetts) után Chicagóban (Illinois) telepedett le, ahol a Marine Bankban kapott állást, amelynek tulajdonosa, Jonathan Young Scammon szeretett magyar emigránsokat alkalmazni. Kuné itt találkozott földijével, a szintén belényesi születésű Koszta Mártonnal is, akit 1852 júniusában Szmyrnában egy osztrák hadihajó fogságából mentett ki egy amerikai hadihajó tekintettel arra, hogy Kosztának már papírja volt arról, hogy folyamodott az amerikai állampolgárságért, s ezzel már amerikai állampolgárnak számított. Ez volt Amerikában és a nemzetközi diplomáciában is a híres Koszta Márton-ügy.
Kuné németül is, angolul is jól tudott, így 1860-ban a politikai életbe is belekerült, az állami szenátus hivatalnokává nevezték ki. Mint másod-delegátus vett részt azon a republikánus pártkonvención, amelyen 1860 május 10-én Abraham Lincolnt jelölték elnöknek. Több alkalommal Lincoln elnök mellett feltehetően mint tolmács működött Springfieldben (Illinois) és Washingtonban is.
1861 május 11-én Kuné Gyula egy német tiszttel együtt megkezdte a 24. számú illinoisi önkéntes gyalogezred szervezését, amelynek őrnagya lett. Ebbe az ezredbe olvadt bele ugyanakkor a Mihalotzy Géza által szervezett „Lincoln Riflemen” (=„Lincoln puskások”) zászlóalj. Kuné Gyula is belefolyt ezen zászlóalj szervezésébe, többek közt például Lincoln elnöktől ő kért engedélyt arra, hogy a zászlóalj felvehesse a Lincoln nevet. Amerikai katonai pályája nem egészen fél évig tartott, már 1861 október 31-én leszerelt. Ezen rövid idő alatt barátságba került Ulysses S. Grant tábornokkal, az Egyesült Államok későbbi elnökével, aki egy alkalommal hosszabb lovaglásra is meghívta. A lovaglás alatt az 1848–49-es forradalom és szabadságharc eseményeiről beszélgettek.
1863-tól a chicagói Board of Trade hivatalnokaként dolgozott, s részt vett a városi közéletben, írt a chicagói esti újságba (Chicago Evening Jounal) is. 1869-ben látogatott először haza Magyarországra, ezután még többször is megfordult itthon. A porosz–francia háború alatt a Chicago Tribune haditudósítójaként működött. 1872-ben kibérelte a bécsi világkiállítás területének egy részét, s ott éttermet üzemeltetett, vállalkozása azonban veszteséges lett. Visszatért Chicagóba, s ott továbbra is a Board of Trade hivatalnokaként dolgozott. Emlékiratait Chicagóban 1911-ben angol nyelven, 1913-ban magyar nyelven adta közre. Magyarországi kiadására először 2017-ben került sor.

## Kötetei
- Reminiscences of an octogenarian Hungarian exile / Julian Kuné. Chicago : Author, 1911. VIII, 216 p. 8 t.
- Egy szabadságharcos emlékiratai / Kuné Gyula ; ford. Berák Pál. Chicago : Szerző, 1913. VII, 231 p., [36] t. ill.
- Egy szabadságharcos emlékiratai / Kuné Gyula ; ford. Berák Pál, Szépmíves Könyvek 2017, 266 p., ISBN 9786155662331